# Treehouse of Horror
«Treehouse of Horror», titulado «Especial de Noche de Brujas de Los Simpson: La casa-árbol del terror» en España y «Especial de noche de brujas de Los Simpson» o «La Casita del Terror» en Hispanoamérica, es el tercer episodio de la segunda temporada de la serie animada Los Simpson, emitido originalmente el 25 de octubre de 1990. El episodio fue escrito por John Swartzwelder, Jay Kogen, Wallace Wolodarsky y Sam Simon, y dirigido por Wes Archer, Rich Moore y David Silverman. Este es el primer especial de Halloween de la serie y se convirtió en una tradición de la serie, estrenando un especial en cada temporada. James Earl Jones fue la estrella invitada, teniendo un papel menor en el segundo segmento y actuando de narrador en el tercero.

## Sinopsis
En Halloween, Bart, Lisa y Maggie, se sientan en la casa del árbol y cuentan historias de terror, mientras Homer los escucha a escondidas.

### Bad Dream House (La casa de las pesadillas)

Casa en la que transcurren los hechos de la primera historia

Los Simpsons se mudan a una vieja casa, preguntándose el por qué de su bajo costo. Sus preguntas son respondidas cuando los muros empiezan a sangrar y los objetos comienzan a volar en el aire, y Lisa siente una presencia malvada en la casa. También hay un portal a otra dimensión en la cocina. Marge expresa el deseo de abandonar la casa, pero Homero le pide que duerma ahí, debido al bajo costo de la casa. Esa noche, la casa posee a Homero y los niños, manipulando sus mentes y haciéndolos perseguirse con cuchillos y hachas. Marge a diferencia de los otros, sin embargo, utiliza su cuchillo para poner mayonesa en un sándwich e interviene, rompiendo el trance. Luego, Lisa descubre el origen del embrujamiento de la casa - un cementerio nativo americano oculto en el sótano. Después de que el espíritu de la casa los amenaza nuevamente, Marge pierde la paciencia y confronta a la casa, exigiendo que los trate con respeto durante su estadía. La casa lo piensa por un instante, y finalmente opta por autodestruirse en lugar de vivir con los Simpson.

### Hungry are the Damned
Los Simpsons están en el patio de su casa haciendo una barbacoa cuando son abducidos por extraterrestres (específicamente Kang y Kodos). Los aliens explican que ellos se están llevando a los Simpsons a su planeta de origen, Rigel IV, "un mundo de delicias infinitas", para un festín. En ruta presentan a la familia enormes cantidades de comida y miran dispuestamente mientras se llenan, luego revisan los pesos de la familia, particularmente deleitados por la masa de Homer. Sospechando las intenciones de los alienígenas, Lisa entra a la cocina y encuentra un libro titulado How To Cook Humans (Cómo Cocinar Humanos). Ella toma el libro y lo muestra a los alienígenas, quienes explican que una parte de libro había sido tapada con polvo cósmico, el cual soplan para mostrar el título How To Cook For Humans (Cómo Cocinar Para Humanos). Escéptica, Lisa sopla más polvo cósmico, demostrando que el título es How To Cook Forty Humans (Cómo Cocinar Cuarenta Humanos). Los alienígenas soplan por última vez, revelando el verdadero título: How To Cook For Forty Humans (Cómo Cocinar Para Cuarenta Humanos). Ofendidos por la desconfianza de Lisa, los alienígenas retornan los Simpsons a la tierra, explicando que ella arruinó la oportunidad de la familia de estar en el paraíso en el planeta de origen de los alienígenas.

### The Raven (El Cuervo)
Lisa lee "El Cuervo" de Edgar Allan Poe. En ésta adaptación, Bart es retratado como el cuervo, Homer se encuentra en el rol del protagonista del poema, El Narrador, mientras Lisa y Maggie son serafines. Marge aparece brevemente como una pintura de Lenore. James Earl Jones narra la historia. El segmento finaliza cuando el Narrador, enfurecido por la burla del Cuervo de su dolor, entra en un ataque de ira persiguiendolo a lo largo de su cuarto de trabajo, finalizando con la eventual victoria del Cuervo y el Narrador mirando aterrado y bajo una pila de libros.
El episodio luego vuelve con la casa del árbol y Bart, Lisa y Maggie, quienes no están aterrados por las historias. Ellos se bajan de la casa del árbol y duermen tranquilos toda la noche. Homer, por otro lado, yace en la cama temeroso. Mientras nota que un cuervo afuera de la casa por la ventana, parecido al del poema, Homer exclama que él "odia a Halloween" y se esconde bajo las sabanas.